# Clan Hishikari
Il clan Hishikari (菱刈氏?, Hishikari-shi) fu un clan Giapponese della provincia di Ōsumi e discendente dal clan Fujiwara. 
Ebbe un ruolo importante nella provincia dal periodo Heian fino al tardo periodo Sengoku, quando divennero servitori del clan Shimazu.
Durante il periodo Muromachi, entrarono spesso in conflitto con la famiglia Shimazu, e in particolare durante il comando di Shimazu Takahisa gli Hishikari si ribellaro, assieme al clan Shibuya (con cui gli Hishikari aveva legami matrimoniali) e al clan Sagara. Gli Hishikari subirono una sconfitta nell'assedio di Iwatsurugi nel 1554, e nel 1567, Shimazu Yoshihisa si mosse attivamente contro di loro. Durante l'assedio di Oguchi nel 1569 gli Hishikari vennero definitivamente sconfitti e sottomessi agli Shimazu nonostante l'aiuto della famiglia Sagara.
Gli Hishikari rimasero servitori degli Shimazu durante il periodo Edo.